# Thomas W. Thurban
William Thomas Thurban (Londen, 3 januari 1874 – Ewell, 26 november 1967) was een Brits componist en violist.

## Biografie
Thurban had een grote vakkennis van de instrumenten en hij kon ieder instrument in het orkest bespelen. Hij was 1e violist in het orkest van de Oxford Music Hall tijdens een periode van 15 jaren voor de Eerste Wereldoorlog. Naast zijn in de ragtime-stijl geschreven werken componeerde hij een reeks van suites, zoals de Americana suite en de Africana-suite, die zich vooral bij harmonieorkesten en brassbands op de concertprogramma's houden.
In 1930 werd hij muziek-directeur van het Londen Coliseum en hij legde zich toe op de accordeon. Van 1935 tot 1939 schreef hij in het magazine Rhythm verschillende technische adviezen voor het instrument.

## Composities

### Werken voor orkest
- 1909 Aboo Tabah - A Turkish Episode: The Whistling Sergeant of the Pasha's Guard - tekst: Sax Rohmer
- 1910 The Camels' Parade - A Desert Arabesque - tekst: Sax Rohmer
- 1910 Kelly's Gone to Kingdom Come - tekst: Sax Rohmer

### Werken voor harmonieorkest en brassband
- 1906 Americana Suite
  1. March - The Tiger's Tail
  2. Serenade - When Malindy sings
  3. Sketch - The Water-Melon Fête
- 1907 The Dream of the Rarebit Fiend
- 1909 Dreams of Ragtime
- 1912 Yankiana - American Suite
- 1924 Italiana suite
- 1944 Royal Mechanical & Electrical Engineers (REME) Regimental March
- Africana - Three Scenes of the Sunny South
  1. Serenade to Owani
  2. Moonlight on the Orange river
  3. Prayer and War dance of the Basutos
- One of the Deathless Army
- The whistling Bowery boy
- When Melindi Sings, voor brassband

### Werken voor piano
- 1899 The Permans' Brooklyn Cake Walk
- 1902 Mumblin' Mose - American Cake Walk
- 1908 War whoop rag, Indische two-step
- 1918 The cuddley bears, foxtrot
- 1919 The Pigtail of Li Fang Fu, muzikale monologen voor spreker en piano - tekst: Sax Rohmer